# Chřástal kropenatý
Chřástal kropenatý (Porzana porzana) je druh chřástala z řádu krátkokřídlých. Je to monotypický druh.

## Popis
O málo menší než chřástal vodní (délka těla 19–22,5 cm), s krátkým, rovným, žlutošedým zobákem s červenou skvrnou u kořene, jemným bílým tečkováním na krku, hrudi a svrchní části těla, obvykle jednobarevně béžovými spodními ocasními krovkami (někdy i tečkovanými nebo proužkovanými) a zelenavýma nohama. V letu je patrný také bílý přední okraj křídel. Obě pohlaví jsou podobná, mladí ptáci nemají olovově šedý nadoční proužek, hrdlo a hruď a často se liší také bělavým zbarvením hrdla.

## Hlas
Vzhledem ke skrytému způsobu života je jeho přítomnost nejlépe zjistitelná podle hlasu. Samec se ozývá, především v noci, monotónním "huit, huit, huit" připomínající švihání prutem.

## Rozšíření
Západní část Eurasie až po střední Asii. V Evropě jako hnízdící pták chybí v Irsku a v severní Skandinávii. Celý areál je silně nesouvislý a jeho severní hranice v jednotlivých letech značně kolísá, v závislosti na kolísání vodní hladiny silně kolísá také početnost druhu v jednotlivých částech areálu. Většina evropské populace je soustředěna na území Ruska, Běloruska, Ukrajiny a Rumunska.

## Výskyt v Česku
Chřástal kropenatý hnízdí rozptýleně na většině území ČR od nížin až do vyšších poloh (nejvýše zjištěn u Kašperských Hor v 750 m n. m.). Většina prokázaných hnízdění pochází z pravidelně obsazovaných lokalit v jižních Čechách, Českomoravské vysočině a Polabí. Dříve (do 60. let 20. stol.) byl výrazně hojnější, v letech 1985–89 byla celková populace odhadnuta na 20–40 párů. Je chráněný zákonem jako silně ohrožený druh.

## Prostředí
Žije velmi skrytě v bažinách zarostlých ostřicí, zblochanem či řídkým rákosem.

## Hnízdění

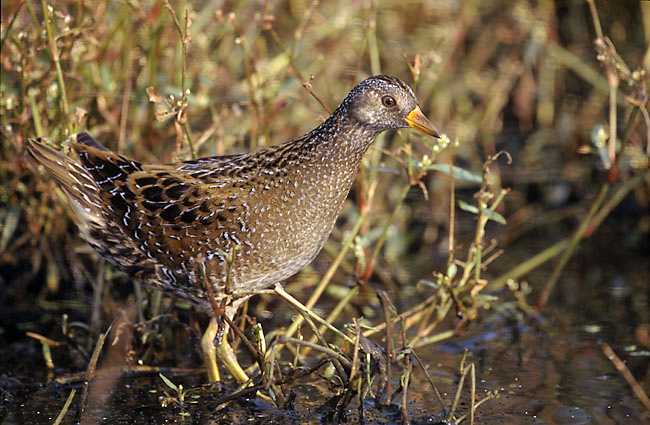
Chřástal kropenatý, mladý pták

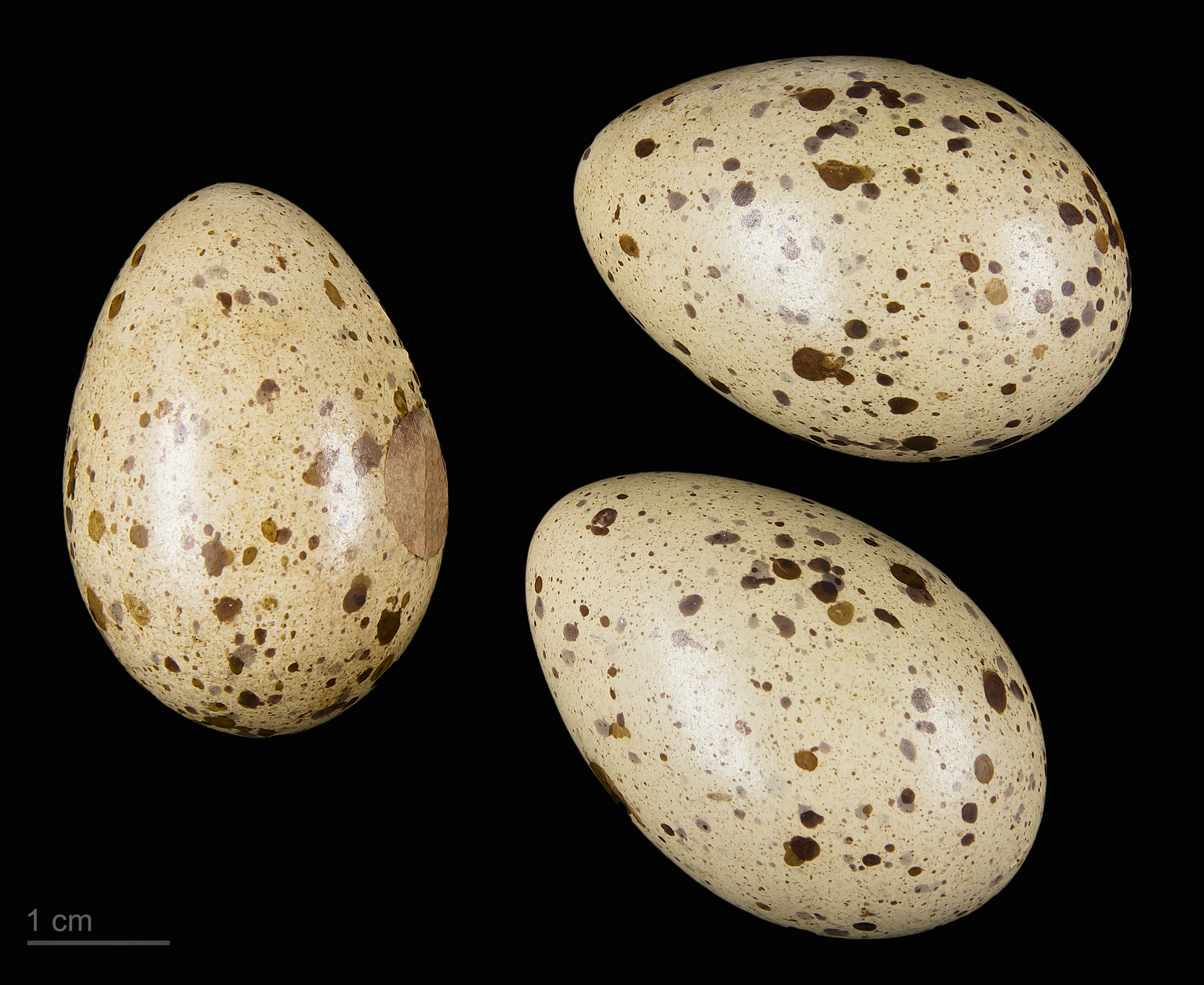
Porzana porzana

Hnízdí jednotlivě v zarostlých bažinách s převažující nižší vegetací, a to v květnu až červenci, ve střední Evropě zřejmě dvakrát ročně. Hnízdo je miskovitá stavba ze stébel ostřice a rákosí skrytá v nejhustší vegetaci u vodní hladiny. Samice snáší v intervalu 1–2 dní průměrně 7–13 nahnědlých vajec s tmavými skvrnami o rozměrech 33,4 × 24,1 mm, na kterých sedí oba rodiče asi 18–19 dní. Mláďata opouštějí hnízdo již po 8–12 hodinách od vylíhnutí posledního mláděte a v doprovodu rodičů se pohybují v okolních porostech. Vzletnosti pak dosahují ve stáří 30–40 dnů a pohlavně dospělá jsou na konci 1. roku života.

## Tah
Chřástal kropenatý je tažný pták, na hnízdiště přilétá na konci března a v dubnu, odlétá během srpna a září. Zimuje převážně v mokřadech tropické Afriky.

## Potrava
Živí se drobnými měkkýši, hmyzem, malými korýši a červy, v menší míře také úštipky zelených vodních rostlin a semeny.